# Conclave de 1431
Le conclave de 1431 se déroule à Rome, du 2 au 3 mars 1431, juste après la mort du pape Martin V et aboutit à l'élection du moine bénédictin Gabriele Condulmer qui devient le pape Eugène IV. Ce conclave est le premier qui fait suite à la fin du grand Schisme d'Occident.

## Sources
- (en) Cet article est partiellement ou en totalité issu de l’article de Wikipédia en anglais intitulé « Papal conclave, 1431 » (voir la liste des auteurs).
- (en) Sede Vacante de 1431 - Université de Nothridge - État de Californie - John Paul Adams - 11 avril 2015